# Консейсан (Ковілян)
Консейсан (порт. Conceição; МФА: [kõ.sɐj.ˈsɐ̃w]) — парафія в Португалії, у муніципалітеті Ковілян. Розташована в східній частині країни, на теренах історичної португальської провінції Бейра. Входить до складу округу Каштелу-Бранку. За адміністративним поділом, чинним до 1976 року, терени парафії були складовою провінції Нижня Бейра. Належить до Порталегрівсько-Каштелу-Бранківської діоцезії Католицької церкви. Патрон — Діва Марія. Площа — 4,8733 км². Населення — 7175 ос. (2011). Середньо урбанізований регіон. Густота населення — 1472,31 осіб/км²
. Код — 050307.

## Назва
- Ковілян (Консейсан) (порт. Covilhã (Conceição)) — офіційна назва.

## Населення
| Кількість мешканців | Кількість мешканців | Кількість мешканців | Кількість мешканців | Кількість мешканців | Кількість мешканців | Кількість мешканців | Кількість мешканців | Кількість мешканців | Кількість мешканців | Кількість мешканців | Кількість мешканців | Кількість мешканців | Кількість мешканців | Кількість мешканців |
| ------------------- | ------------------- | ------------------- | ------------------- | ------------------- | ------------------- | ------------------- | ------------------- | ------------------- | ------------------- | ------------------- | ------------------- | ------------------- | ------------------- | ------------------- |
| 1864                | 1878                | 1890                | 1900                | 1911                | 1920                | 1930                | 1940                | 1950                | 1960                | 1970                | 1981                | 1991                | 2001                | 2011                |
| 2 076               | 2 776               | 4 920               | 3 884               | 4 083               | 3 725               | 4 225               | 5 662               | 7 573               | 10 150              | 11 308              | 10 565              | 7 465               | 7 563               | 7 175               |